# Campylopus recurvifolius
Campylopus recurvifolius là một loài rêu trong họ Dicranaceae. Loài này được Dusén mô tả khoa học đầu tiên năm 1905.